# ريب جيربر
ريب جيربر (بالإنجليزية: Rip Gerber)‏ هو كاتب أمريكي، ولد في 27 ديسمبر 1962 في واشنطن العاصمة في الولايات المتحدة.